# Hotel Las Naciones
El Hotel Las Naciones es una torre que funciona como apart-hotel, en la esquina de Avenida Corrientes y Esmeralda, en el centro de la ciudad de Buenos Aires, Argentina.
Es una torre que alcanza los 100 metros de altura y tiene alrededor de 24.000 m² de superficie cubierta, pensada como un edificio de viviendas a explotar como emprendimiento hotelero. Fue proyectado en 1976 por el estudio dirigido por los arquitectos Juan Manuel Borthagaray, Mario Gastellu y Carlos Marré; con el Eduardo Naón Gowland como asociado. Las obras fueron dirigidas por el ingeniero Francisco Szpryngier, y el edificio fue terminado en 1982.
Está organizado en: 5 subsuelos destinados a cocheras; planta baja ocupada por locales comerciales y acceso a los 4 ascensores y la escalera; basamento con las oficinas de administración, 4 salones de convenciones y área de servicios; las habitaciones y suites distribuidas en la torre, entre los pisos 2 y 27; los salones de estar y el restaurante en los pisos 28 y 29 y un solárium en el piso 30.
En cuanto a la decoración, la fachada de la torre fue revestida en tejuelas de ladrillo, con muros cortina de aluminio anodizado color bronce, con vidrios oscuros. El hall de acceso fue revestido en granito pulido.

## Controversias
En julio de 2012, tras realizar una inspección, la Administración Federal de Ingresos Públicos (AFIP) constató que 130 personas, las cuales se encontraban al momento con incumplimientos en materia impositiva, declaraban su domicilio fiscal en el domicilio del hotel, funcionando este como una "cueva fiscal". Entre esas personas figuraban personalidades del ambiente artístico y deportivo. 
LA AFIP informó también que la dirección de dicho establecimiento es la misma que se indica en varios sitios web para adultos donde ofrecen sus servicios masajistas y acompañantes VIP.